# Atom Heart Mother
Atom Heart Mother («Мать с атомным сердцем») — пятый студийный альбом британской рок-группы Pink Floyd, выпущенный 10 октября 1970 года. Диск достиг первого места в хит-парадах в Великобритании и 55-го места в США.
В 1994 году альбом был переиздан в цифровом мастеринге в Великобритании, и в 1995 году в США. Обновлённая версия не содержала никаких музыкальных добавлений, а имела лишь дополненный буклет, содержащий фотографии коровы по кличке Лалабель III, и изменённую обложку, на которой появились надписи.

## История создания
Альбом был записан в Студии Эбби Роуд (Abbey Road Studios). Инженерами звукозаписи выступили Алан Парсонс (Alan Parsons) и Питер Боун (Peter Bown), а продюсером альбома стал Норман Смит (Norman Smith). Оркестровой аранжировкой для заглавной композиции «Atom Heart Mother» занимался Рон Гисин (Ron Geesin), и именно благодаря ему группе удалось скомпоновать воедино разрозненные части этой песни. Альбом стал первым экспериментом группы в области квадрофонической записи.
«Трудно вообразить, что настолько радикальная музыка могла завоевать первое место в хит-параде в те времена, да и вообще, произойдет ли такое когда-либо ещё».
«Если Pink Floyd ищет какие-то новые для себя измерения, то здесь они их точно не нашли».
Предварительные названия альбома — «Untitled Epic» (Безымянная эпопея) и «The Amazing Pudding» (Удивительный пудинг) — показались музыкантам слишком «легкомысленными». Окончательное название появилось тогда, когда понадобилось назвать первую композицию во время премьерной записи в Парижском театре Би-би-си. Рон Гисин предложил поискать подходящее название среди заголовков в газете «Evening Standard». В результате Ник Мейсон предложил использовать заголовок статьи «Nuclear Drive for Woman’s Heart», которая рассказывала о 56-летней женщине, которой был установлен «атомный кардиостимулятор».

## Об альбоме
Первую сторону альбома занимает 23-минутная инструментальная (с участием хора и оркестра) композиция «Atom Heart Mother», основанная на идее Дэвида Гилмора. Авторами этой композиции являются все четыре участника группы и британский авангардный музыкант и композитор Рон Гисин. Вторую сторону альбома занимали четыре композиции: «If», написанная и исполненная Роджером Уотерсом; «Summer ’68» написанная и исполненная Ричардом Райтом; «Fat Old Sun» написанная и исполненная Дэвидом Гилмором. Заключительная композиция «Alan’s Psychedelic Breakfast», написанная всеми четырьмя участниками группы, представляет собой сочетание инструментальной музыки с записью голосов, звуков и шумов, производимых одним из роуди Pink Floyd по имени Алан Стайлз (Alan Stiles) во время завтрака.
Дизайном альбома занималась студия «Hipgnosis» Сторма Торгесона. Для обложки была выбрана корова по кличке Лалабель III. Корова была выбрана потому, что музыканты Pink Floyd хотели избавиться от репутации группы исполняющей «космический» рок, и пытались сделать оформление альбома так, чтобы оно никак не было связано с музыкой, после долгих поисков изображений один из друзей Торгерсона вспомнил о знаменитых обоях с коровами Энди Уорхола, Сторм поехал в Эссекс и сфотографировал первую попавшуюся корову. В результате, по его словам получилась, «…наиболее общее изображение коровы. это Корова как таковая». 
 На оригинальном издании альбома не было надписей об авторстве и о композициях. На поздних изданиях альбома на передней стороне присутствовали названия альбома и группы. В переиздании 1994 года в буклет альбома было добавлено ещё несколько снимков этой коровы.
Обложка альбома появляется в фильме Стэнли Кубрика «Заводной апельсин», в музыкальном магазине. Появление альбома в фильме связано с попыткой режиссёра купить права на альбом, в чём участники группы ему отказали.

## Список композиций
| №                   | Название | Автор(ы)                                                        | Основной вокал      | Длительность |
| ------------------- | --- | --------------------------------------------------------------- | ------------------- | ------------ |
| 1.                  | «Atom Heart Mother» (с англ. — «Мать с Атомным Сердцем» - I. "Father's Shout" (05:19; 00:00—05:19; с англ. — «Крик Отца») - II. "Breast Milky" (4:50; 5:19—10:09; с англ. — «Грудно-Молочный» - III. "Mother Fore" (5:16; 10:09—15:25; с англ. — «Передний План Матери») - IV. "Funky Dung" (2:19; 15:25—17:44; с англ. — «Музыкальный Навоз»)) - V. "Mind Your Throats Please" (2:01; 17:44—19:45; с англ. — «Поберегите, Пожалуйста, Ваши Глотки») - VI. "Remergence" (3:59; 19:45—23:44; с англ. — «Повторное Появление»)) | Ник Мейсон, Дэвид Гилмор, Роджер Уотерс, Ричард Райт, Рон Гисин | инструментал        | 23:44        |
| Общая длительность: | Общая длительность: | Общая длительность:                                             | Общая длительность: | 23:44        |

| №                   | Название | Автор(ы)                     | Основной вокал                   | Длительность |
| ------------------- | --- | ---------------------------- | -------------------------------- | ------------ |
| 2.                  | «If» (с англ. — «Если») | Уотерс                       | Уотерс                           | 4:31         |
| 3.                  | «Summer ’68» (с англ. — «Лето 68-го») | Райт                         | Райт                             | 5:29         |
| 4.                  | «Fat Old Sun» (с англ. — «Старое Толстое Солнце») | Гилмор                       | Гилмор                           | 5:22         |
| 5.                  | «Alan’s Psychedelic Breakfast» (с англ. — «Психоделический Завтрак Алана» - I. "Rise and Shine" (00:00—04:22; с англ. — «Проснись и Сияй») - II. "Sunny Side Up" (04:22—08:17; с англ. — «Солнечной Стороной Вверх» - III. "Morning Glory" (08:17—13:00; с англ. — «Ипомея»)) | Уотерс, Мейсон, Гилмор, Райт | инструментал, речь Алана Стайлза | 13:00        |
| Общая длительность: | Общая длительность: | Общая длительность:          | Общая длительность:              | 28:22        |

## Участники записи
- Роджер Уотерс — бас-гитара, вокал в песне «If», эффекты,
- Дэвид Гилмор — гитара, вокал в песне «Fat Old Sun», бэк-вокал в песне «Summer '68»,
- Ричард Райт — клавишные, вокал в песне «Summer '68»
- Ник Мейсон — ударные, дополнительные эффекты в «Alan’s Psychedelic Breakfast»

В сюите «Atom Heart Mother» также принимали участие:
- Хор Джона Оллдиса[англ.] (John Alldis Choir)
- Сессионный эстрадный оркестр Эбби Роуд
- Духовой оркестр Филипа Джонса
- Аранжировщик Рон Гисин

Голос в композиции «Alan’s Psychedelic Breakfast» принадлежит дорожному менеджеру группы Алану Стайлзу

## Хит-парады
| Год  | Хит-парад                | Позиция |
| ---- | ------------------------ | ------- |
| 1970 | Альбомы в Великобритании | 1       |
| 1970 | Billboard                | 55      |
| 1970 | Хит-парад Норвегия       | 13      |

## Участники записи об альбоме
Atom Heart Mother, по-моему, прекрасный пример того, что стоит выкинуть в помойку и больше никогда никому не слушать!.. Она вся такая напыщенная и как бы ни о чём.
— Роджер Уотерс — Rock Over London Radio Station — 15 March 1985, for broadcast 7 April/14 April 1985.

Что вы думаете о ранних записях, вроде Atom Heart Mother и Ummagumma сегодня?

Думаю, что обе ужасны. Ну, живой диск Ummagumm’ы может и ничего, но даже он плохо записан.
— Дэвид Гилмор — Der Spiegel No. 23 — 5 June 1995

…время, проведённое с Роджером, было замечательным, например, во время записи The Dark Side Of The Moon. И даже на Atom Heart Mother, который является, по моему мнению, самым слабым нашим альбомом…
Оригинальный текст (англ.)I had a wonderful time recording with Roger during The Dark Side Of The Moon, for example. Even Atom Heart Mother, which I think is our weakest album.
— Ричард Райт — Mojo. № 181 — December 2008

Моё резюме по поводу трека «Atom Heart Mother» будет таким: славная идея, следовало постараться получше.
— Ник Мэйсон. Inside Out

## Интересные факты
- Некоторые критики указывали, что и слова, и мелодия песни «Fat Old Sun» похожи на песню The Kinks «Lazy Old Sun» из альбома Something Else by The Kinks. Гилмор признавался, что слышал её и, возможно, неосознанно испытал её влияние[4].
- Стенли Кубрик попросил группу Pink Floyd продать права на их песню «Atom Heart Mother». Но поскольку он хотел получить вечную лицензию и неограниченные возможности по использованию музыкального материала, группа отказалась. В фильме «Заводной апельсин», в сцене с магазином пластинок, над прилавком висит обложка с альбома «Atom Heart Mother».
- В 1997 году идея оформления обложки была позаимствована группой Blink 182 для своего альбома Dude Ranch с единственным отличием — вместо коровы в той же позе на ней был изображён бык.